# Lautlehre
Lautlehre ist ein historischer sprachwissenschaftlicher Begriff, der heute teilweise mit Phonematik gleichgesetzt wird. Je nach der Natur der betrachteten Lauteinheiten (Phoneme bzw. Phone) unterscheidet Nikolai Sergejewitsch Trubetzkoy in seinem Werk zwei Teilgebiete:
- Die Phonologie oder Phonemik („Sprachgebilde-Lautlehre“[3]) untersucht Systeme von Phonemen, den kleinsten bedeutungsunterscheidenden Elementen von Sprachen.
- Die Phonetik („Sprechakt-Lautlehre“[3]), befasst sich mit der Beschreibung der vom menschlichen Sprechapparat erzeugbaren Laute (Phone).

Lautlehre bezeichnet also nach obiger Definition (und auch heute noch ohne ausdrücklichen Bezug auf Trubetzkoy) die Gesamtheit der Teilgebiete Phonetik und Phonologie. Historisch wird der Begriff Lautlehre mit der griechischen Wortneubildung Phonologie identifiziert. Aktuell wird Lautlehre mit Phonetik gleichgesetzt. Aufgrund dieser Begriffsunschärfe kann es zu Missverständnissen kommen, sodass individuelle Definitionen genau beachtet werden sollten.